# Хајнинг ле Бузонвил
Хајнинг ле Бузонвил (фр. Heining-lès-Bouzonville) насеље је и општина у североисточној Француској у региону Лорена, у департману Мозел која припада префектури Буле Мозел.
По подацима из 2011. године у општини је живело 502 становника, а густина насељености је износила 83,25 становника/km². Општина се простире на површини од 6,03 km². Налази се на средњој надморској висини од 366 метара (максималној 336 m, а минималној 223 m).

## Демографија
| 1962. | 1968. | 1975. | 1982. | 1990. | 1999. | 2011. |
| ----- | ----- | ----- | ----- | ----- | ----- | ----- |
| 261   | 263   | 311   | 453   | 522   | 496   | 502   |

График промене броја становника у току последњих година